# Butmas-Tur jezik
Butmas-Tur jezik (ISO 639-3: bnr; ati), austronezijski jezik kojim govori oko 520 ljudi (1983 SIL) u unutrašnjosti otoka Espiritu Santo u Vanuatuu.
Pripada oceanijskim jezicima, a podklasificiran je u istočne santo jezike, južna podskupina

## Vanjske poveznice
- Ethnologue (14th)
- Ethnologue (15th)